# Laba Sosseh
Laba Badara Sosseh (* 12. März 1943 in Bathurst; † 20. September 2007 in Dakar, Senegal) war ein senegambischer Salsa-Musiker.

## Leben
Laba Sosseh wurde in der Hauptstadt des späteren westafrikanischen Staates Gambia geboren. Sein Vater war Senegalese und seine Mutter war Gambierin. In den frühen 1960er Jahren ging er nach Dakar in Senegal und nahm 1966 am „1st World music and Arts festival“ teil, bei dem er ein gefeierter Musiker war. Sosseh sprach fließend Spanisch, Kreol und mehrere kubanische Dialekte. Inspiriert von der kubanischen Musik der 1940er und 1950er Jahre, sang er Salsa-Musik und spielte zusammen mit Ibra Kasse, einem späteren Gründungsmitglied der Super Etoile de Dakar, in verschiedenen Clubs in Dakar und in der Region. Zeitweilig war er Mitglied der Gruppe Star Band du Dakar.
1990 erhielt er, der als „King des afrikanischen Salsa“ betitelt wird, für sein musikalisches Werk mit „The Gold Disc“ als erster afrikanischer Künstler eine Ehrung in Havanna, Kuba.
Sosseh starb im September 2007 im Alter von 64 Jahren nach langer Krankheit in einer Privatklinik in Dakar.

## Diskografie
- 1992 Laba Sosseh (SAR)
- 1995 Roberto Torres Presenta (SAR)
- 2001 El maestro [40 ans de Salsa] (Africa Productions)